# L'assassino
L'assassino é um filme italiano de 1961, dirigido por Elio Petri.